# NGC 5067
NGC 5067 — двойная звезда в созвездии Дева.
Альберт Март открыл NGC 5067 в ту же ночь, что и NGC 5066 — 30 мая 1864 года. Описание, которым тот снабдил объект, согласуется с современной интерпретацией его как пары звезд 15-й величины, а угловое расстояние между звёздами составляет 5,3 угловых минуты. Основываясь на гейдельбергской фотопластинке, Карл Рейнмут описал NGC 5067 как двойную звезду 15,5 и 16 величины. Дороти Карлсон следует за Рейнмутом и также классифицирует NGC 5067 как двойную звезду.
Этот объект входит в число перечисленных в оригинальной редакции «Нового общего каталога».